# مانو غاريدو
مانو غاريدو (بالإسبانية: Manu Garrido) هو لاعب كرة قدم إسباني في مركز الهجوم، ولد في 6 أكتوبر 2000 في مدريد في إسبانيا. لعب مع نادي إيركوليس ونادي ليغانيس.

## وصلات خارجية
- مانو غاريدو على موقع قاعدة بيانات كرة القدم.إي يو (الإنجليزية)
- مانو غاريدو على موقع Soccerbase.com (لاعب) (الإنجليزية)
- مانو غاريدو على موقع Soccerway.com (الإنجليزية)
- مانو غاريدو على موقع AS.com (الإسبانية)